# Mysateles garridoi
Mysateles garridoi är en däggdjursart som först beskrevs av Luis S. Varona 1970.  Mysateles garridoi ingår i släktet Mysateles och familjen bäverråttor. IUCN kategoriserar arten globalt som akut hotad. Inga underarter finns listade i Catalogue of Life.
Arten hittades bara på ön Cayo Maja som tillhör Kuba. Den iakttogs av zoologer senast för cirka 30 år sedan (räknad från 2008). Mysateles garridoi klättrar i växtligheten i mangroveskogar.